# Sejm zwyczajny 1762
Sejm 1762 – sejm zwyczajny I Rzeczypospolitej, został zwołany 15 maja 1762 roku do Warszawy.
Sejmiki przedsejmowe w województwach odbyły się 23 sierpnia 1762 roku. Marszałkiem sejmu starej laski był Adam Małachowski krajczy koronny. 
Obrady sejmu trwały od 4 do 7 października 1762 roku. 
Obrady sejmu zostały zakłócone przez dobycie szabel przez zwolenników obozu królewsko-radziwiłłowskiego, potem przez stronników Familii Czartoryskich. 5 października poseł Stanisław Antoni Poniatowski zaatakował indygenat Alojzego Fryderyka von Brühla. 6 października sejm zerwał poseł ciechanowski Michał Szymakowski wynajęty przez ministra Augusta III Sasa Henryka von Brühla i rezydenta rosyjskiego Jana Rzyszewskiego przy współdziałaniu Prus.